# Грандиозный пожар Московского императорского Малого театра и Александровского пассажа 2 мая
«Грандиозный пожар Московского Императорского Малого Театра и Александровского пассажа» — документальный фильм 1914 года, запечатлевший пожар и тушение Малого Театра и Александровского пассажа в Москве 2 мая 1914 года.
Фильм был выпущен фирмой «Эклер». Премьера состоялась 3 (16) мая 1914. Съемка пожара вошла также в «Эклер-журнал» № 19-б и «Пате-журнал» № 224-А.